# Prvinski strah (TV-serija)
Prvinski strah (izvirno Fear Itself) je ameriška grozljivka, ki jo je  NBC predvajal med  5. junijem 2008 in 30. januarjem 2009. 

## Sezone
| Sezone   | Epizode | Prvič predvajano na NBC         | Prvič predvajano na TV3            |
| -------- | ------- | ------------------------------- | ---------------------------------- |
| 1.sezona | 13      | 5. junij 2008 - 30. januar 2009 | 21. november 2009 - 3. januar 2010 |

## Glavni igralci
- Niall Matter (Eddie), Eric Roberts (Harry), Jessica Parker Kennedy (Becca), Aaron Stanford (Stephan), Anna Kendrick (Shelby), James Roday (Carlos), Maggie Lawson (Samantha), Shiri Appleby (Tracy), Brandon Routh (Bobby), John Billingsley (Phil), Molly Hagan (Elena),...

## Nagrade in priznanja
/